# Ширинский-Шихматов, Платон Александрович
Князь Платон Александрович Ширинский-Шихматов (18 (29) ноября 1790—5 (17) мая 1853) — русский государственный деятель, министр народного просвещения (20.10.1849—07.04.1853), тайный советник (06.12.1839). Действительный (1828) и почётный член Императорской академии наук (29.12.1837); поэт и писатель

.

## Происхождение
Происходил из старинного княжеского рода Ширинских-Шихматовых: отец, князь Александр Прохорович Ширинский-Шихматов (1750—1793) — помещик, отставной поручик.
Был женат на дочери отставного инженер-майора В. Иевлева, Ольге Васильевне (1757—1828), которой перешли две усадьбы в Вяземском уезде Смоленской губернии, расположенные недалеко друг от друга: Дерново (Рождественно тож) и Алферовское (Адоевщина тож). В своём имении Архангельское Можайского уезда Московской губернии, в 1790 году на месте деревянной церкви он построил каменную церковь Михаила Архангела, сохранившуюся до наших дней. У храма были похоронены многие представители Ширинских-Шихматовых.
В семье родились девять сыновей и три дочери: Василий (1777—1834); Павел (1781—1844); Сергей (1783—1837); Александра (1788—1833); Платон (1790—1853); Владимир (ок. 1790 — 1860); Анна (1792—1859); Прохор (1794—1863); Алексей (?—1848); Михаил (?—1813); Николай (?—1820); Екатерина (?—1831).

## Биография
Родился 18 (29) ноября 1790 года в имении Дерново.
По окончании Морского кадетского корпуса (1807) участвовал в войне 1812 и сражениях 1813—1814 гг.; капитан-лейтенант (17.02.1816) русского императорского флота.
С 1820 года состоял начальником II-го отделения инженерного департамента, а в 1824 году был назначен директором канцелярии министерства народного просвещения, в котором и пробыл до конца своей жизни, проходя постепенно должности члена главного правления училищ, директора департамента (1833), товарища министра (1842) и министра (с 1849 года). В 1837 году был избран почётным членом Императорской Академии наук.
С открытием археографической комиссии, Ширинский-Шихматов был назначен её председателем и принимал деятельное участие во всех её изданиях, но только, не будучи специалистом, как «чистый бюрократ». Председательствуя затем и во втором отделении русского языка и словесности Петербургской академии наук, он был одним из деятельных сотрудников по составлению словаря церковно-славянского и русского языков.
Для стихов Ширинского-Шихматова характерны религиозно-мистические мотивы. В литературных воззрениях своих Ширинский-Шихматов был последователем А. С. Шишкова.
П. А. Ширинский-Шихматов, будучи назначен на министерский пост, стал персонажем анекдота, согласно которому его назначение означало не только «шах», но и «мат» российскому просвещению. По отзыву академика А. В. Никитенко, князь Ширинский-Шихматов «был добр и по природе и по убеждению христианин, справедлив, прост и добродушен» и не имел достаточно сил, «чтобы смело повернуть против ветра руль своего корабля, со всех сторон обуреваемого грозною борьбой стихий». Под влиянием революционного движения в Западной Европе деятельность руководимого им Министерства народного просвещения носила реакционный характер; он стремился оградить учащуюся молодёжь от влияния идей Запада, казавшихся ему вредными. В 1850 году по распоряжению министра в российских университетах (за исключением Дерптского) были закрыты факультеты и кафедры философии. Крылатой стала его фраза: «Польза философии не доказана, а вред от неё возможен».
Умер 5 (17) мая 1853 года. Похоронен в Сергиевой Приморской пустыни.

## Награды
- Орден Святой Анны 4-й степени (31.08.1814)
- Орден Святого Владимира 4-й степени с бантом за отличие при осаде Данцига (26.01.1816)
- Орден Святой Анны 2-й степени (24.05.1824)
- Орден Святого Владимира 3-й степени (22.01.1832)
- Орден Святого Станислава 1-й степени (23.02.1834)
- Табакерка, бриллиантами украшенная, с вензелем Е. И. В. при Высочайшем рескрипте за напечатание "Актов Археографической экспедиции" (18.12.1836)
- Орден Святой Анны 1-й степени (26.01.1838)
- Орден Святого Владимира 2-й степени (03.10.1841)
- Орден Белого орла (30.06.1843)
- Орден Святого Александра Невского (01.07.1846)
- Бриллиантовые знаки к ордену Святого Александра Невского (29.03.1849)
- Знак отличия беспорочной службы за XV лет (22.08.1828)
- Знак отличия беспорочной службы за XX лет (22.08.1832)
- Знак отличия беспорочной службы за XXV лет (22.08.1837)
- Знак отличия беспорочной службы за XXX лет (22.08.1842)
- Знак отличия беспорочной службы за XXXV лет (22.08.1847
- Знак отличия беспорочной службы за XL лет (22.08.1852)

## Семья
Был женат на Анне (Пелагее) Николаевне Спечинской. Их дети:
- Анна (1818—?)
- Николай (1818—?)
- Варвара (1819—1889), скончалась девицей 3 января 1889 года в Алексеевском монастыре
- Ольга (1820—08.07.1847)
- Иван (22.07.1822—?)
- Валериан (22.01.1825—03.12.1878), действительный статский советник, камер-юнкер[5]
- Иов (26.03.1826—?)
- Мария (01.07.1828—?)
- Александр (05.02.1830—?)
- Агриппина (1832 — 12.05.1912), была замужем за статским советником графом Александром Николаевичем Подгоричане-Петрович (1829—1902) — похоронены на Воздвиженском кладбище в Кашине[6].